# Gustavo Delgado
Gustavo Delgado (ur. 8 września 1960) – meksykański zapaśnik w stylu klasycznym. Olimpijczyk z Los Angeles 1984, gdzie odpadł w eliminacjach w kategorii 48 kg.
Zajął trzecie miejsce na Igrzyskach Panamerykańskich w 1983. Wicemistrz Mistrzostw panamerykańskich z 1989. Czterokrotny srebrny medalista igrzysk Ameryki Środkowej i Karaibów w 1982 i 1986. Wicemistrz mistrzostw Ameryki Centralnej z 1984 roku.